# Фуркад, Марион
Марион Фуркад (фр. Marion Fourcade, род. 1968[…]) — французский социолог, профессор социологии Калифорнийского университета в Беркли. Она известна своими работами по социологии и истории экономики, а также своими работами по цифровому обществу и цифровой экономике.
В 2000 году она защитила докторскую диссертацию по социологии в Гарвардском университете.
В 2019 году она прочитала ежегодную лекцию Британского журнала социологии на тему обычного гражданства. В 2021 году Британский журнал социологии посвятил её творчеству специальный выпуск.